# Big Noon
Big Noon, född 1936 på gården Kvarnibble i Bro i Stockholms län, död 17 augusti 1964 på Menhammar stuteri i Ekerö, var en svensk varmblodig travhäst. Han tränades och kördes av Gösta Nordin vid Solvalla. Hans ägare var skeppsredaren Olof Wallenius (Stall Segerhuva), far till Margareta Wallenius-Kleberg.
Big Noon tävlade åren 1938–1942 och 1945. Han tävlade inte åren 1943–1944 på grund av en gaffelbandsskada. Han var den första stora stjärnhästen i svensk travsports historia och gick under smeknamnet "Kejsaren". Totalt sprang han in 99 112 kronor på 79 starter varav 49 segrar, 9 andraplatser och 8 tredjeplatser. Han valdes in i Travsportens Hall of Fame 2009 som den första svenska hästen.
Bland hans främsta meriter räknas segrarna i Grand Prix för fyraåringar (1940), Konung Gustaf V:s Pokal (1941), Åby Stora Pris (1941), Svenskt Mästerskap (1941, 1942), C.Th. Ericssons Memorial (1941), Walter Lundbergs Memorial (1942), Oslo Grand Prix (1942) och en andraplats i Matador-Rennen (1941). Han är även historisk som den första svenskfödda travhästen att underskrida 1.20-tidsgränsen, vilket han gjorde 1941 på Jägersro. Han satte ett flertal såväl svenska som skandinaviska rekord och hans rekordtid 1.18,3 över 1 660 meter, i ett lopp på Solvalla 1942, stod sig som rekord fram till 1954.
Big Noon-pokalen, som körs varje år sedan 1964 på Solvalla, är uppkallat efter honom. Sedan 2017 körs även minnesloppet Big Noons Jubileumspokal på Bjerke Travbane i Norge. Big Noon var under tävlingskarriären mycket populär i Norge. Tävlingsdagen då han segrade i Oslo Grand Prix i september 1942, mitt under den tyska ockupationen av Norge under andra världskriget, lockade cirka 24 000 åskådare, vilket fortfarande (2024) är publikrekord på Bjerke Travbane.
Big Noon var även betydelsefull som avelshingst på Menhammar stuteri efter tävlingskarriären. I aveln lämnade han efter sig bland andra Gay Noon, som segrade i Svenskt Trav-Kriterium (1952) och Svenskt Travderby (1953). Big Noons karakteristiska siluett återfinns i Menhammar stuteris logga. Han har även stått modell för Solvallas logga. Han ligger även begravd vid stuteriet.